# 朝鮮人民軍第121局
121局（Bureau 121）成立於1998年，是北韓軍事力量網絡戰的一部分，與其同儕91所共隸屬於北韓軍方所轄的朝鲜人民军总参谋部侦察总局並廣為人知。
據美國當局消息，朝鲜偵查總局下有六個分支部門，負責主導朝鲜的秘密作戰（Clandestine operation）及情報蒐集任務。
網絡戰爭被視為朝鲜恃以維持其非對稱（Asymmetric）軍事力量且經濟有效的途徑之一，其首要目標涵括南韓、日本及美國等。
121局全體成員均享有朝鲜國內最高層次的待遇。朝鲜政府自本國数学、計算機等領域甄选了大量尖端人才，加以嚴苛培訓後選取其中最優者作為網絡部隊新血，據悉選拔淘汰率逾98%。

## 編制
援引路透社報導，由朝鲜軍方主持的121局全員均為國內極出色的計算機專家。一名曾與121局學員共事的脫北者稱該機構僱員總數超過1800人，分佈於全球各個角落，其中大多數人於位居平壤的自動化大學畢業後被分配到此機構。作為享有的優渥待遇之一，他們的家人被當局特許遷至首都平壤定居——據CNN報導，只有值得信賴的、健康的和忠誠的“精英”才能生活在平壤。

## 任務與手段
2014年12月，索尼音樂娛樂因其計算機受到黑客組織“和平守衛者”（Guardians of Peace）的非法入侵而取消了其所攝製的電影“採訪”的首映式。121局被認為是此次攻擊的實施者，朝鲜當局則矢口否認該部隊對攻擊負有責任。
“和平守衛者”多次攻擊的目標均指向南韓。在發起針對索尼的攻擊前，朝鲜被認為攻擊了南韓境內至少三萬台計算機，禍及銀行機構、廣播公司和大韓民國總統朴槿惠的宣傳站點，並應當為其在2013年利用賭博程式夾帶惡意代碼、感染南韓境內成千上萬部智能手機的行徑負責。賽門鐵克（Symantec）認為，由10至50名於網站滲透方面各具“專長”的成員構成的黑客組織是2013年南韓網路攻擊的幕後實施者。
美國方面認為北韓擁有發起國家級網絡攻擊的能力，其在網路的惡意活動自2009年後即持續進行至今。作為秘密體系的一部分，121局的分支被確信分佈並活躍於全世界範圍內。相當多的證據顯示，位於中國瀋陽的七寶山饭店（已关闭）很可能曾经是121局的前哨據點之一。